# Sebastià Aliberch i Molas
Sebastià Aliberch i Molas (Santa Eulàlia de Riuprimer, Osona, 1834 - Vic, Osona, 1913) Fou canonge de Vic (1898), jutge prosinodal del bisbat de Vic (1885) i autor de manuals per a l'ensenyament.
Estudià la carrera eclesiàstica al Seminari Conciliar com col·legial becat. En el transcurs dels seus estudis defensà cinclusions de filosofia i de teologia i obtingué el batxillerat en arts per l'Institut de Figueres (1855). En 1861 s'ordenà sacerdot. Un any després anà de vicari a Castellterçol. En 1870 es traslladà a Barcelona a estudiar lleis, llicenciant-s'hi tres anys després. En 1876 obtingué un benefici a Manresa. Al cap de cinc anys (1881) entrà de professor al Seminari de Vic. Hi ensenyà dret canònic i disciplina eclesiàstica (1883-1885), llocs teològics (1883-1885) i fonaments de religió (1886-1895). És autor d'un Novum breviarium de Locis Theologicis (Ramon Anglada, Vic 1881), manual d'inteció escolar fet des de posicions neoescolàstiques i amb fortes influències balmesianes, molt utilitzat com a text per a l'ensenyament, cosa que n'explica les diverses reimpressions (1884-1885) i edicions (1886-1891). En 1898 va escriure un Breviarium praedicabile (editat a Vic per Ramon Anglada i a Barcelona pels germans Subirana, a més de les capitals europees Roma, París i Torí) amb la intenció d'oferir uns materials útils per a la confecció de sermons. També publicà una Bateria espiritual (Ramon Anglada, Vic 1877; n'hi ha una edició en català i una altra en castellà), El Decálogo expuesto en novena y seis sermones (Luís Gili, Barcelona), una Vida perpetua de Jerusalem o sea dos Mandamientos de Dios expuesto en forma de pláticas (Domingo Vives, Manresa 1912) i La Bandera de Jesucristo. Dios y el César, o Conferencias religioso-político-sociales sobre el liberalismo (Manresa 1879). En 1902 va ser nomenat jutge delegat ad construedum processum super fama sancitatis vitae, virtutum et miraculorum in genere Ven. Servi Dei Antonii Mariae Claret.

## Publicacions
- Novum breviarium de Locis Theologicis (Ramon Anglada, Vic 1881).
- Breviarium praedicabile (editat a Vic per Ramon Anglada).
- Bateria espiritual (Ramon Anglada, Vic 1877; n'hi ha una edició en català i una altra en castellà).
- El Decálogo expuesto en novena y seis sermones (Luís Gili, Barcelona).
- una Vida perpetua de Jerusalem o sea dos Mandamientos de Dios expuesto en forma de pláticas (Domingo Vives, Manresa 1912).
- La Bandera de Jesucristo. Dios y el César, o Conferencias religioso-político-sociales sobre el liberalismo (Manresa 1879).